# Ernst August Friedrich Rechfuß
Ernst August Friedrich Rechfuß (* 18. Oktober 1779 in Tuttlingen; † 17. Mai 1854) in Stuttgart war Abgeordneter im württembergischen Landtag als Vertreter des Oberamts Tuttlingen.

## Politische Karriere
Ernst August Friedrich Rechfuß arbeitete als Revisor und Verwaltungsaktuar in Tuttlingen (Schwarzwaldkreis). Mit der Wahl 1825 wurde er Abgeordneter der Württembergischen Landstände als Nachfolger von Karl Beckh. 1833 wurde er durch Jakob Schneckenburger abgelöst.